# Georges-Louis Le Sage
Georges-Louis Le Sage (Genebra, 13 de junho de 1724 - 9 de novembro de 1803) foi um físico suíço conhecido pela sua teoria gravitacional, por sua invenção de um telégrafo elétrico e sua antecipação da teoria cinética dos gases.

## Vida e educação
Le Sage nasceu em Genebra, seu pai, descendente de Théodore Agrippa d'Aubigné era Georges-Louis Le Sage de Couches na Borgonha e sua mãe, Anne Marie Camp. Seu pai, que foi o autor de muitos artigos sobre vários assuntos, ocupou seu filho de seus próprios estudos iniciais, incluindo as obras do poeta romano Lucrécio, com a idade de 13 anos. De acordo com Pierre Prévost a educação que Le Sage recebeu em seus primeiros anos era muito rigorosa, e ele reagiu a esta isolando-se e meditando sobre vários assuntos. Ao contrário do seu pai, que supostamente só aceitava fatos e tinha pouco interesse na generalização, Le Sage estava primeiramente interessado em princípios gerais e abstratos, talvez devido à sua memória debilitada e sua tendência à meditação.
Le Sage educou-se inicialmente no Colégio de Genebra, onde desenvolveu uma ligação amigável com Jean-André Deluc. Além da filosofia, ele estudou matemática com Gabriel Cramer e física com Calendrini. Mais tarde, decidiu estudar medicina em Basileia, onde também dava aulas particulares de matemática. Nesta cidade, Le Sage conheceu Daniel Bernoulli, cujo trabalho sobre a natureza cinética dos gases foi muito influente para ele. Em seguida, Le Sage deixou Basileia e continuou a estudar medicina em Paris. Depois ele voltou para Genebra onde 
tentou trabalhar como médico, mas ele foi recusado porque seu pai era um nativo da França.
Contra a vontade de seu pai, Le Sage dedicou sua vida à matemática e, em particular, a busca por mecanismos da gravidade. Ele tentou, sem sucesso, se tornar um professor de matemática em Genebra.
Embora Le Sage não tivesse publicado muitos trabalhos, ele manteve contato intenso através de cartas com personalidades como Jean le Rond d’Alembert, Leonhard Euler, Paolo Frisi, Ruđer Bošković, Johann Heinrich Lambert, Pierre Simon Laplace, Daniel Bernoulli, Firmin Abauzit, Lord Stanhope etc..
Deu aulas particulares de matemática, e seus alunos, incluindo La Rochefoucauld, Simon Antoine Jean L'Huillier, Pierre Prévost, ficaram profundamente impressionados pela sua personalidade. Foi correspondente da Academia de Ciência de Paris e também se tornou membro estrangeiro da Royal Society. Le Sage morreu aos 79 anos de idade, em Genebra.

## Personalidade e saúde
Le Sage descreveu sua maneira de pensar e trabalhar, dizendo:
Le Sage também sofria de insônia e, como resultado, ele muitas vezes era incapaz de trabalhar por vários dias. Além disso, em 1762 ele sofreu um acidente que o deixou quase cego.
Para compensar sua memória fraca, ele escrevia seus pensamentos em cartas de jogar - mais de 35.000 destas notas ainda está na biblioteca da universidade, em Genebra. Como consequência de sua disposição mental, muitos de seus trabalhos permaneceram inacabados e nunca publicados. Por exemplo: o seu principal trabalho sobre gravitação,um tratado sobre suas causas finais, sua biografia de Nicolas Fatio de Duillier, um matemático suíço. No entanto, alguns deles foram publicados postumamente por seu aluno, Pierre Prévost.

## Telégrafo
Em 1774, ele desenvolveu uma primeira forma de telégrafo elétrico, que usava 26 fios diferentes, um para cada letra do alfabeto e cujo alcance era apenas a distância entre duas salas de sua casa.

## Teoria cinética
Le Sage também tentou explicar a natureza dos gases. Esta tentativa foi apreciada por Rudolf Clausius  e James Clerk Maxwell.
Em 1866, Maxwell escreveu sobre a teoria de Le Sage:
His theory of impact is faulty, but his explanation of the expansive force of gases is essentially the same as in the dynamical theory, as it now stands.Original {{}}: Sua teoria do impacto é defeituosa, mas a sua explicação da força expansiva dos gases é essencialmente a mesma que na teoria dinâmica, tal como existe hoje.— Maxwell
Le Sage ainda esclareceu que ele não foi o primeiro a descrever esse mecanismo, mas também citou Lucrécio, Gassendi, Hermann e Daniel Bernoulli.

## Gravitação
Em sua juventude, Le Sage foi fortemente influenciado pelos escritos do poeta romano Lucrécio e incorporou algumas de suas ideias em uma explicação mecânica da gravitação, que ele posteriormente trabalhou e defendeu durante toda sua vida. Le Sage escreveu em uma de suas cartas que ele desenvolveu as características básicas de sua teoria já em 1743. Em 15 de janeiro de 1747, Le Sage escreveu a seu pai:
Eureka, Eureka. Never have I had so much satisfaction as at this moment, when I have just explained rigorously, by the simple law of rectilinear motion, those of universal gravitation, which decreases in the same proportion as the squares of the distance increase. 
Eureka, Eureka. Nunca tive tanta satisfação como neste momento, quando acabei de explicar com rigor, pela simples lei do movimento retilíneo, aquelas da gravitação universal, que diminui na mesma proporção enquanto os quadrados da distância aumentam.
A primeira exposição de sua teoria, "Essai sur l'origine des forces mortes", foi criada por ele em 1748, mas nunca foi publicada. Em 1756, uma das exposições da teoria de Le Sage foi publicada,  e em 1758 ele enviou uma versão mais detalhada da teoria para outra competição da Academia de Ciências. Neste artigo, intitulado "Essai de Chymie Méchanique", ele tentou explicar tanto a natureza da gravitação e a afinidade química. Ele dividiu o prêmio com um outro participante, mas a sua teoria da coesão nunca ganhou aceitação, e somente uma parte da teoria gravitacional foi considerada de interesse por alguns de seus contemporâneos, incluindo Euler. A exposição da teoria que se tornou acessível a um público mais amplo foi "Lucrèce Newtonien" ("O Lucrécio newtoniano"), na qual a relação com os conceitos de Lucrécio foi completamente desenvolvida. Outra exposição da teoria foi publicada postumamente a partir de notas de Le Sage por Prévost em 1818, e foi chamada de "Physique Mécanique de George Louis Le Sage", mas não continha nada que não foi publicado nos jornais anteriores.

### Antecessores de Le Sage
Le Sage não foi o primeiro a propor o que hoje é chamado de "Teoria gravitacional de Le Sage". Aqueles que descreveram anteriormente a teoria incluem Nicolas Fatio de Duillier, Gabriel Cramer e Franz Albert Redeker. O quanto Le Sage foi influenciado por esses antecessores é uma questão de controvérsia.

#### Fatio
A agora chamada "Teoria gravitacional de Le Sage" foi originalmente proposta em 1690 por Nicolas Fatio de Duillier, um amigo de Isaac Newton e Christiaan Huygens. Fatio foi um personagem bem conhecido da Suíça, e a teoria cinética da gravitação foi a sua mais notável contribuição científica, à qual dedicou grande parte de sua vida. Le Sage disse que ouviu falar de Fatio pela primeira vez através de seu pai, porque seu pai tinha ouvido as profecias dos cevénots (camisards), e disse-lhe que Fatio era um dos profetas. O pai de Le Sage era bem familiarizado com os campos científicos em que Fatio trabalhava, e ele ensinava Le Sage nas ciências. No entanto, Le Sage alegou mais tarde que seu pai nunca lhe disse que Fatio havia criado uma teoria da gravitação essencialmente idêntica à sua. (Le Sage também admitiu que tinha uma memória patologicamente ruim, então não está claro se a sua recordação era precisa.) Em todo caso, Le Sage afirmou que não sabia nada da teoria de Fatio até que ele foi informado por seu professor Gabriel Cramer em 1749. Alguns anos após a morte de Fatio (que ocorreu em 1753), Le Sage começou a tentar adquirir artigos de Fatio para - de acordo com suas próprias palavras - resgatá-los do esquecimento, e também para um tratado que ele planejava escrever sobre a história das teorias da gravitação. Um desses artigos chegou às mãos de Le Sage através de Abauzit em 1758, e outros papéis foram adquiridos em 1766, 1770 e 1785. Ele também iniciou uma biografia sobre Fatio, embora nunca fosse concluída. Tentou, sem sucesso, publicar alguns desses artigos. Os manuscritos de Genebra foram depositados na biblioteca de Genebra por Prévost após a morte de Le Sage e ainda permanecem lá.
| Comparação dos escritos de Fatio Zehe (1980), S. 285–309 A edição de Bopp é uma reprodução integral do único manuscrito totalmente restante de Fatio, que foi preservado por Daniel Bernoulli e publicado por Karl Bopp em 1929. Ele contém todas as partes dos manuscrito de Genebra (incluindo os Problemas 1, 2, 3 e 4). A edição de 1949 de Gagnebin é baseada em três manuscritos (de seis) de Genebra (GM), que foram preservados por Le Sage. Inclui revisões feitas por Fatio por volta de 1743, quarenta anos depois ele compôs o manuscrito no qual a edição de Bopp foi baseada. No entanto, os Problemas 2,3 e 4 contém as partes mais avançadas da teoria de Fatio, e que não foram incluídos por Gagnebin em sua edição. small> | Comparação dos escritos de Fatio Zehe (1980), S. 285–309 A edição de Bopp é uma reprodução integral do único manuscrito totalmente restante de Fatio, que foi preservado por Daniel Bernoulli e publicado por Karl Bopp em 1929. Ele contém todas as partes dos manuscrito de Genebra (incluindo os Problemas 1, 2, 3 e 4). A edição de 1949 de Gagnebin é baseada em três manuscritos (de seis) de Genebra (GM), que foram preservados por Le Sage. Inclui revisões feitas por Fatio por volta de 1743, quarenta anos depois ele compôs o manuscrito no qual a edição de Bopp foi baseada. No entanto, os Problemas 2,3 e 4 contém as partes mais avançadas da teoria de Fatio, e que não foram incluídos por Gagnebin em sua edição. small> | Comparação dos escritos de Fatio Zehe (1980), S. 285–309 A edição de Bopp é uma reprodução integral do único manuscrito totalmente restante de Fatio, que foi preservado por Daniel Bernoulli e publicado por Karl Bopp em 1929. Ele contém todas as partes dos manuscrito de Genebra (incluindo os Problemas 1, 2, 3 e 4). A edição de 1949 de Gagnebin é baseada em três manuscritos (de seis) de Genebra (GM), que foram preservados por Le Sage. Inclui revisões feitas por Fatio por volta de 1743, quarenta anos depois ele compôs o manuscrito no qual a edição de Bopp foi baseada. No entanto, os Problemas 2,3 e 4 contém as partes mais avançadas da teoria de Fatio, e que não foram incluídos por Gagnebin em sua edição. small> | Comparação dos escritos de Fatio Zehe (1980), S. 285–309 A edição de Bopp é uma reprodução integral do único manuscrito totalmente restante de Fatio, que foi preservado por Daniel Bernoulli e publicado por Karl Bopp em 1929. Ele contém todas as partes dos manuscrito de Genebra (incluindo os Problemas 1, 2, 3 e 4). A edição de 1949 de Gagnebin é baseada em três manuscritos (de seis) de Genebra (GM), que foram preservados por Le Sage. Inclui revisões feitas por Fatio por volta de 1743, quarenta anos depois ele compôs o manuscrito no qual a edição de Bopp foi baseada. No entanto, os Problemas 2,3 e 4 contém as partes mais avançadas da teoria de Fatio, e que não foram incluídos por Gagnebin em sua edição. small> |
| --- | --- | --- | --- |
| Manuscritos de Genebra | Secções correspondentes da Edição de Gagnebin | Data de apresentação de Le Sage | Páginas correspondentes na edição de Bopp |
| GM1 | 34–52 | 29 de março de 1766 por J. P. Mallet | S. 38–45 |
| GM2 | 1–24 | 17 de outubro de 1770 por F. Jallabert | S. 22–30 |
| GM3 | 16–35 | Desconhecido | S. 27–38 |
| GM4 | Não estão incluídos | Desconhecido | S. 50–56 (Problem 4) |
| GM5 | Não estão incluídos, mas algumas partes são similares aos 27–34 (Problem 1) | Desconhecido | S. 32–35 (Problem 1), 47–50 (Problem 2 & 3), 53–58 (Problem 4) |
| GM6 | Não estão incluídos, mas algumas partes são similares aos 5, 7–10, 12–16, 19–23, 27–36 | 21 de maio de 1758 por Firmin Abauzit | Parcialmente S. 22–39 e 47–49 (Problem 2) |

Em 1768 Le Sage escreveu para Lambert: "Nicolas Fatio de Duillier desenvolveu uma teoria em 1689 que é bastante semelhante a minha, só diferem na elasticidade, que ele viu como matéria intensamente agitada". Ali ele esboçou a grande semelhança das teorias, mas erradamente declarou que Fatio admitia as colisões elásticas, embora  a perda de velocidade dos corpúsculos gravitacionais fosse explicitamente salientado por Fatio como um elemento crucial de sua teoria. Le Sage enviou numa carta para Boscovich o início do poema latino de Fatio (inspirado em Lucrécio) sobre o assunto de sua teoria da gravitação, e disse-lhe que queria publicá-lo, mas Boscovich não  concordou, argumentando que seria muito difícil para a maioria das pessoas entender se o poema fosse publicado em latim.
Le Sage estava preocupado com a possibilidade de que as pessoas pensassem que ele tinha chegado a ideia para a teoria da gravitação a partir de trabalhos de Fatio, porque ele se deu ao trabalho de fazer um "certificado", este assinado pelo matemático Pfleiderer e o astrônomo Mallet (dois amigos de Le Sage), afirmando que, com exceção de uma cópia feita por Abauzit em 1758, Le Sage não viu trabalhos de Fatio antes de 1766, e nestes documentos, não havia nada que não fora desenvolvido por Le Sage de uma forma mais detalhada.
Na obra "Physique Mécanique", publicada por Prevost após a morte de Le Sage, Fatio é mencionado em conexão com a estrutura geral da matéria, mas ele continua a alegação de que ele (Le Sage) tinha desenvolvido a ideia da estrutura da rede já em 1763, antes que ele estivesse de posse dos documentos originais de Fatio.
No entanto, de acordo com a descrição de Zehe do manuscrito de Abauzit de 1758, este documento contém a descrição de Fatio da estrutura da rede da matéria. No mesmo artigo, Le Sage repetiu a afirmação incorreta de que Fatio admitia colisões "elásticas"  - e, portanto, realmente não fornecia uma explicação válida da gravidade.  Zehe tentou explicar as alegações intrigantes de Le Sage que afirmava que Fatio assumia colisões "elásticas", especulando que Le Sage não deve ter estudado os escritos de Fatio com o devido cuidado.
De um modo geral, Le Sage e Prévost alegaram que a teoria de Le Sage era superior à de Fatio, mas uma análise mais recente e detalhada do trabalho de Fatio realizada por Zehe mostra que é a teoria de Fatio a mais desenvolvida.

#### Cramer, Redeker
De acordo com Le Sage, depois de criar seu primeiro ensaio sobre a gravitação, ele foi informado, em 1748, por Firmin Abauzit sobre uma  teoria muito semelhante desenvolvida por Gabriel Cramer, que chegou a ser professor de Le Sage, em Genebra. Nos anos posteriores, Le Sage respondeu de duas maneiras diferentes as acusações de que suas ideias sobre a gravitação eram apenas o resultado do estudo dos documentos de Cramer.
1. Ele argumentou que seu primeiro ensaio foi escrito antes que ele soubesse das teorias de seus antecessores.
2. Ele argumentou que, mesmo se ele soubesse da teoria de Cramer, não fazia diferença, porque a teoria de Cramer era demasiada vaga e cientificamente sem valor.

Le Sage, no entanto, acusou Cramer de plagiar a teoria de Fatio. (O próprio Fatio tinha feito a mesma acusação.)
Em 1751, Le Sage também tomou conhecimento da teoria de Redeker. Le Sage começou então a escrever uma história sobre as teorias de gravitação, na qual ele pretendia descrever ambas as teorias, a de Fatio e Redeker, mas ele nunca concluiu.

### Resumo
Apesar de Le Sage reconhecer que ele não foi o primeiro a propor tal teoria, ele sempre disse que ele foi o primeiro a esboçar todas as consequências da teoria, mesmo  depois de tomar posse dos artigos de Cramer, Fatio e Redeker. Por exemplo, em seu "Lucrece Newtonien" (1782) Le Sage não mencionou o nome de nenhum de seus antecessores. Ele se limitou a afirmar que era "provável" uma ideia tão simples tivesse ocorrido a outros anteriormente, mas se assim fosse, eles haviam apresentado em uma forma vaga e equivocada. Ele passou a perguntar retoricamente por que nenhum desses supostos antecessores (de quem ele confessa ter nenhum conhecimento) "assumiu sobre si as consequências extraídas de seus pressupostos e comunicou os resultados de sua pesquisa ". Ele sugeriu que a resposta era que eles não tinham visão clara sobre o assunto, não tinham agarrado firmemente os princípios da teoria, permitiram-se ser seduzidos por sofismas ilusórios, cederam à autoridade de grandes nomes, ou "tinham carência de amor à verdade ou coragem de suas convicções para abandonar prazeres fáceis e vantagens exteriores para se dedicarem às pesquisas na época difícil e pouco receptiva".
Prévost elogiou seu amigo Le Sage por "escrupulosamente dar crédito aos seus antecessores em todos os seus escritos". No entanto, apesar de algumas vezes ele se referir aos antecessores,  ele falou muitas vezes de forma depreciativa sobre eles - um exemplo, os seus comentários em "Lucrece Newtonien", e sua avaliação de  Cramer como demasiado vago e cientificamente sem valor. Lord Kelvin e Aronson repetiram os elogios de Prevost, baseados apenas no relato de Prévost.
Para as referências completas, veja as biografias e as referências históricas para a Teoria gravitacional de Le Sage.